# Początek i progres wojny moskiewskiej
Początek i progres wojny moskiewskiej – pamiętnik hetmana polnego koronnego Stanisława Żółkiewskiego z wyprawy wojennej do Carstwa Rosyjskiego w latach 1609–1611, spisany prawdopodobnie w 1612.
Wydany z kopii rękopiśmiennej we Lwowie w 1833 przez Konstantego Słotwińskiego pod tytułem Historia wojny moskiewskiej aż do opanowania Smoleńska.
Wzorem Juliusza Cezara narrator pisze o sobie w trzeciej osobie (pan Hetman). Tekst zawiera wiele makaronizmów; pamiętnik należy do najpiękniejszych w języku staropolskim.